# Неделя (газета, 1866—1903)

«Неде́ля» — русская газета. Издавалась в 1866—1903 в Петербурге. В 1901—1903 выходила газета «Новое дело»

## История
«Неделя» была создана в марте 1866 года по инициативе генерала Н. Мундта при участии министра внутренних дел П. А. Валуева. Сначала газета не пользовалась большим успехом, и в феврале 1867 года её выпуск был приостановлен из-за недостатка читателей. В апреле 1867 года право на издание газеты приобрёл книготорговец и издатель Г. Е. Генкель, который пригласил в «Неделю» большую группу демократически настроенных публицистов: Н. С. Курочкина, Н. А. Демерта, Д. Д. Минаева, Н. К. Михайловского, А. К. Шеллера, Ю. А. Росселя, А. М. Скабичевского и других. Редактором был назначен П. Конради, которого в 1868 году сменила его супруга Е. И. Конради. Перемены пошли газете на пользу — уже к концу 1868 года ее тираж достиг 2000 экземпляров (весьма солидная для конца 60-x годов XIX века цифра). Знаковым событием в этот период стала публикация на рубеже 1868—1869 годов очерков А. И. Герцена «Скуки ради» (1868, № 48; 1869, № 10,16), которые стали последними выступлениями Герцена на страницах легальной российской печати.
В 70-e годы газета фактически занимала либерально-народнические позиции, или, как указывала редакция «народно-прогрессивное», что приводило к многочисленным взысканиям. Только с 1868 по 1879 годы «Неделя» получила 14 предостережений, 4 временные приостановки и 2 воспрещения розничной продажи. 
В 80—90-е годы на волне спада популярности революционных идей публикации в газете становятся всё спокойнее, в этот период на ее страницах активно публикуются Я. В. Абрамов и М. О. Меньшиков.

## Книжки Недели
В виде приложений к газете «Неделя» выходил ежемесячно литературный журнал «Книжки Недели». Книжки издавались с 1878 г. Первоначально это был журнал исключительно беллетристический, романов и повестей. С 1891 г. содержание его было расширено включением путевых и биографических очерков, критических статей, а также отдела «Литературная смесь» (отзывы о новых художественных произведениях, извлечения из журналов и книг литературного содержания).
В журнале печатали свои произведения граф Л. Н. Толстой, Щедрин, Н. С. Лесков, А. Н. Майков, Я. П. Полонский, Глеб Успенский, В. Соловьев и многие другие. Постоянным сотрудником второго отдела (критические статьи) в последние годы был М. О. Меньшиков.
Редактор П. А. Гайдебуров, с мая 1894 г. — В. П. Гайдебуров.
К № 52 за 1893 год были приложены систематический указатель статьям «Книжек Недели», за 1878—1892 годы.